# 宣徳
宣徳（せんとく）は中国、明代の元号（1426年 - 1435年）。第5代皇帝宣宗の在位中に使われた。このため宣宗は宣徳帝と呼ばれる。

## 西暦との対照表
| 宣徳 | 元年   | 2年    | 3年    | 4年    | 5年    | 6年    | 7年    | 8年    | 9年    | 10年   |
| 西暦 | 1426年 | 1427年 | 1428年 | 1429年 | 1430年 | 1431年 | 1432年 | 1433年 | 1434年 | 1435年 |
| 干支 | 丙午   | 丁未   | 戊申   | 己酉   | 庚戌   | 辛亥   | 壬子   | 癸丑   | 甲寅   | 乙卯   |

| 前の元号 洪熙 | '中国の元号 明' | 次の元号 正統 |